# 157 Dejanira
157 Dejanira este un asteroid din centura principală, descoperit pe 1 decembrie 1875, de Alphonse Borrelly.